# Blăgești, Bacău
Blăgești este satul de reședință al comunei cu același nume din județul Bacău, Moldova, România. La recensământul din anul 2002 avea o populație de 2.326 locuitori.